# Ozoroa namaquensis
Ozoroa namaquensis är en sumakväxtart som först beskrevs av Thomas Archibald Sprague, och fick sitt nu gällande namn av I. von Teichman & A.E. van Wyk. Ozoroa namaquensis ingår i släktet Ozoroa och familjen sumakväxter. Inga underarter finns listade i Catalogue of Life.